# Prealpi occidentali di Gap
Le Prealpi occidentali di Gap (dette anche Bochaine) sono un massiccio montuoso delle Prealpi del Delfinato.
Si collocano principalmente nel dipartimento francese delle Alte Alpi. In parte interessano anche quello delle Alpi dell'Alta Provenza.

## Denominazione
Prendono il nome da Gap, città che le delimita a nord-est.
Il massiccio prende anche il nome di Bochaine dal fiume Buëch e dal suo affluente chiamato Petit Buëch.

## Classificazione
La SOIUSA vede le Prealpi occidentali di Gap come una sottosezione alpina con la seguente classificazione:
- Grande parte = Alpi Occidentali
- Grande settore = Alpi Sud-occidentali
- Sezione = Prealpi del Delfinato
- Sottosezione = Prealpi occidentali di Gap
- Codice = I/A-6.II

## Delimitazione
Confinano:
- a nord con le Prealpi del Devoluy (nella stessa sezione alpina) e separate dal Petit Buëch e dalla Selle de la Freissinouse;
- a nord-est con i Monti orientali di Gap (nelle Alpi del Delfinato) e separate dal torrente Luye;
- a sud-est con le Prealpi di Digne (nelle Alpi e Prealpi di Provenza) e separate dal fiume Durance;
- a sud con le Prealpi di Vaucluse (nelle Alpi e Prealpi di Provenza) e separate dal fiume Buëch;
- a sud-ovest con le Prealpi delle Baronnies (nella stessa sezione alpina) e separate dal fiume Buëch;
- ad ovest con le Prealpi del Diois (nella stessa sezione alpina) e separate dal fiume Buëch.

Ruotando in senso orario i limiti geografici sono: Selle de la Freissinouse, Gap, torrente Luye, fiume Durance, Sisteron, fiume Buëch, torrente Petit Buëch, Selle de la Freissinouse.

## Suddivisione
Sempre secondo la SOIUSA si suddividono in un supergruppo, due gruppi e cinque sottogruppi:
- Massiccio Céüse-Aujour (A)
  - Gruppo del Céüse (A.1)
    - Montagna di Céüse (A.1.a)
    - Cresta della Petite Céüse (A.1.b)

  - Gruppo d'Aujour (A.2)
    - Cresta Oule-Côte Belle-Rochefort (A.2.a)
    - Cresta Peysset-Selles-Aujour-Arambre (A.2.b)
    - Montagna di Saint Genis (A.2.c)

## Montagne

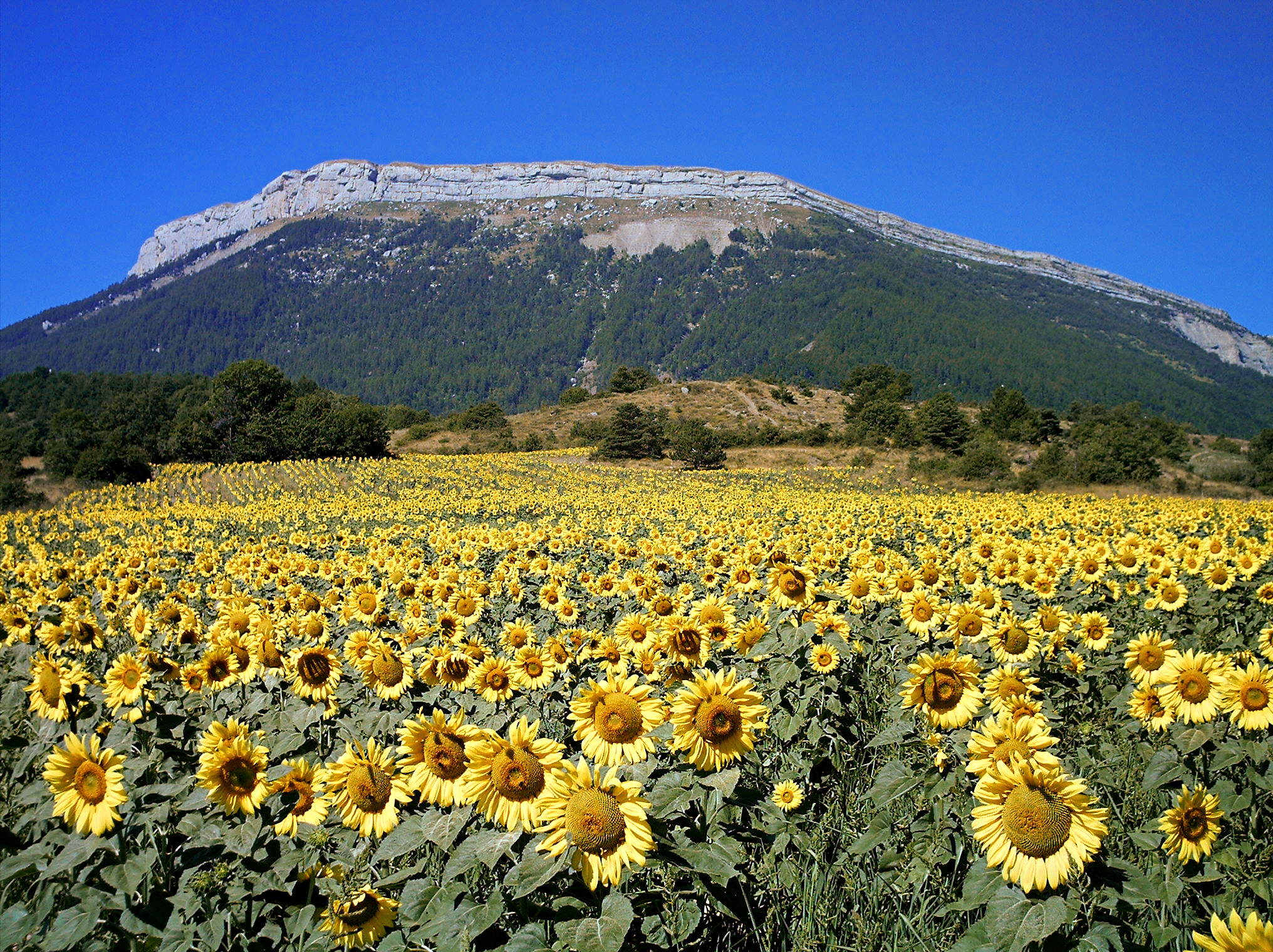
La Montagne de Céüse.

- Montagne de Céüse - 2.016 m
- Montagne d'Aujour - 1.834 m

- Petite Céüse - 1.681 m
- Montagne de Saint-Genis - 1.432 m